# Nimed marmortahvlil
Nimed marmortahvlil (deutsch Die Namen auf der Marmortafel) ist der Titel eines estnischen Spielfilms aus dem Jahr 2002. Der deutsche Verleihtitel lautet Namen in Marmor.

## Handlung
1918, im Machtvakuum am Ende des Ersten Weltkriegs: Die Republik Estland hat ihre staatliche Unabhängigkeit von Russland ausgerufen. Nach dem Abzug der kaiserlich-deutschen Truppen aus dem Baltikum muss sich der junge estnische Staat im Estnischen Freiheitskrieg von 1918 bis 1920 militärisch gegen Sowjetrussland und die Bolschewiki behaupten.
Im Mittelpunkt der Handlung stehen junge estnische Gymnasiasten. Hauptperson ist Henn Ahas, der aus einer armen Familie kommt. Henn zögert zunächst, für die patriotische Sache in den Krieg zu ziehen. Erst als seine Heimatstadt Tartu von der Roten Armee angegriffen wird, entschließt er sich, mit seinen Schulkameraden freiwillig dem Ruf zu den Waffen zu folgen. Er kämpft nun gegen die Kommunisten für die Selbständigkeit der estnischen Demokratie. Wird er Ruhm, Anerkennung und die Liebe zu Marta aus der wohlhabenden Nachbarsfamilie finden – oder wird nur sein Name auf der Marmortafel für die Gefallenen bleiben?

## Film
Regisseur der estnisch-finnischen Ko-Produktion war der Este Elmo Nüganen. Er schrieb gemeinsam mit dem estnischen Produzenten Kristian Taska das Drehbuch nach der Romanvorlage von Albert Kivikas. Dem Film stand ein beachtliches Budget von 24 Millionen Estnischen Kronen zur Verfügung. Nimed marmortahvlil hatte am 1. November 2002 in Tallinn Premiere. Er wurde in Estland zu einem großen Publikumserfolg.
Nach dem Spielfilm Noored kotkad des estnischen Regisseurs Theodor Luts aus dem Jahre 1927 ist Nimed marmortahvlil der zweite estnische Spielfilm, der sich mit dem Estnischen Freiheitskrieg auseinandersetzt.

## Romanvorlage
Der Film basiert auf dem gleichnamigen Roman des estnischen Schriftstellers Albert Kivikas. Er erschien 1936 in drei Teilen. In dem Roman verarbeitet Kivikas seine eigenen Erlebnisse als Soldat im Estnischen Freiheitskrieg.
Der Roman war als patriotisches Werk im Estland der Zwischenkriegszeit sehr einflussreich und wurde mit wichtigen Literaturpreisen ausgezeichnet. Im Februar 1938 hatte eine von Albert Kivikas und August Annist geschriebene Theaterfassung Premiere. In der durch die sowjetische Besetzung Estlands erzwungenen Emigration schrieb Albert Kivikas in Schweden drei Fortsetzungsbände. Sie erschienen 1948, 1951 und 1954.